# 1967 (szám)
Az 1967 (római számmal: MCMLXVII) az 1966 és 1968 között található természetes szám.

## A matematikában
A tízes számrendszerbeli 1967-es a kettes számrendszerben 11110101111, a nyolcas számrendszerben 3657, a tizenhatos számrendszerben 7AF alakban írható fel.
Az 1967 páratlan szám, összetett szám, félprím. Kanonikus alakja 71 · 2811, normálalakban az 1,967 · 103 szorzattal írható fel. Négy osztója van a természetes számok halmazán, ezek növekvő sorrendben: 1, 7, 281 és 1967.
Az 1967 huszonnyolc szám valódiosztóösszeg-függvényeként áll elő, ezek közül a legkisebb is meghaladja a 10 000-et.